# Pinupaka
Pinupaka est un village de Papouasie-Nouvelle-Guinée situé à la pointe éponyme.

## Histoire
Si le lieu est de nos jours pratiquement déserté, Pinupaka était un important village de la tribu Roro à la fin du XIXe siècle.
Henri Verjus y débarqua avec le Père Couppé et le frère Salvatore le 14 septembre 1886.